# Avenue Brugmann
Pour les articles homonymes, voir Brugmann.
L'avenue Brugmann (en néerlandais : Brugmannlaan) est une avenue du sud de la Région bruxelloise, qui traverse les communes de Saint-Gilles, de Forest, d'Ixelles et d'Uccle,.

## Situation et accès
L'avenue Brugmann, qui est bordée de maisons datant de la fin du XIXe siècle et du début du XXe siècle, débute chaussée de Waterloo, dans le quartier de Ma Campagne, et se termine chaussée d'Alsemberg.

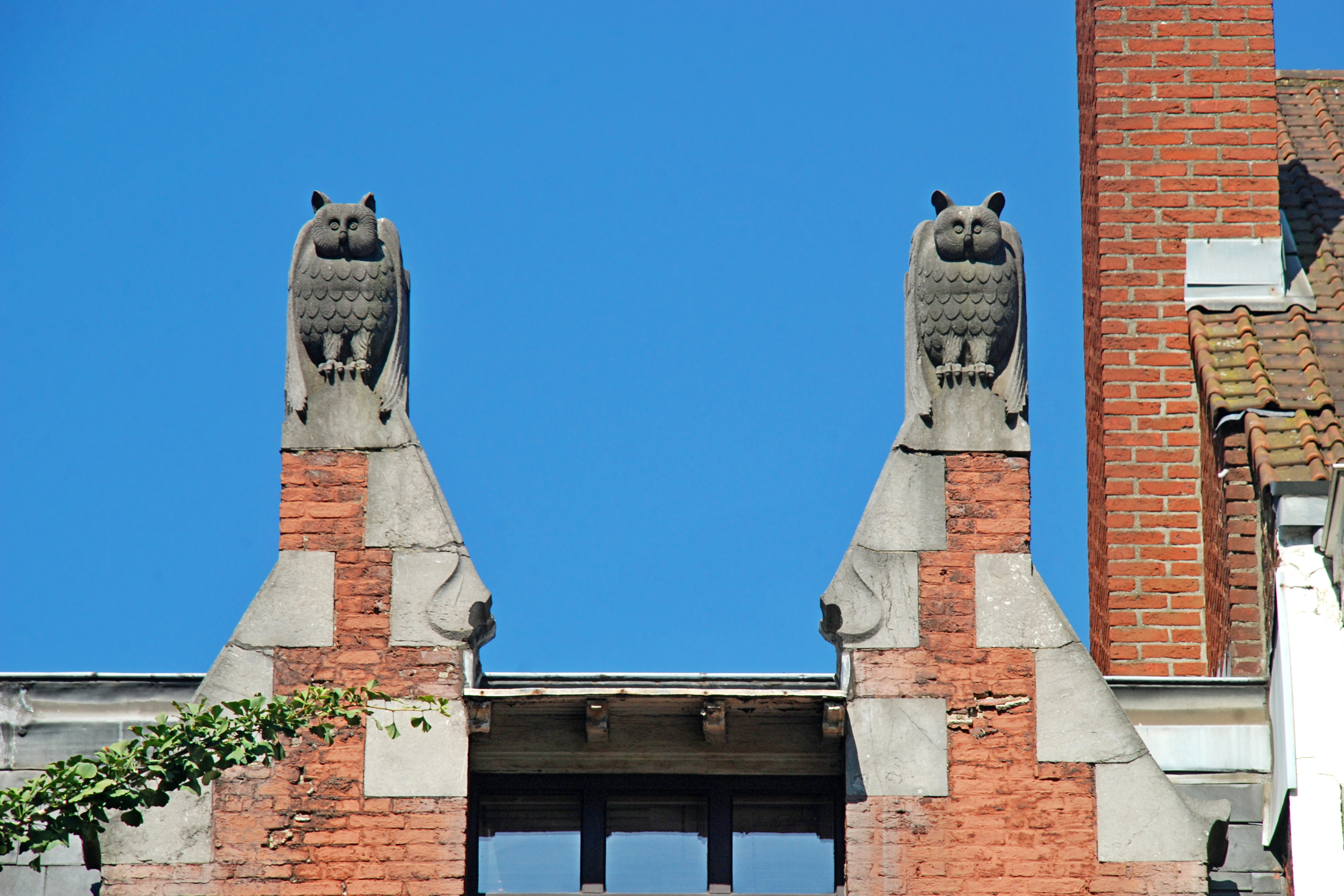
Maison les Hiboux (Édouard Pelseneer 1899).
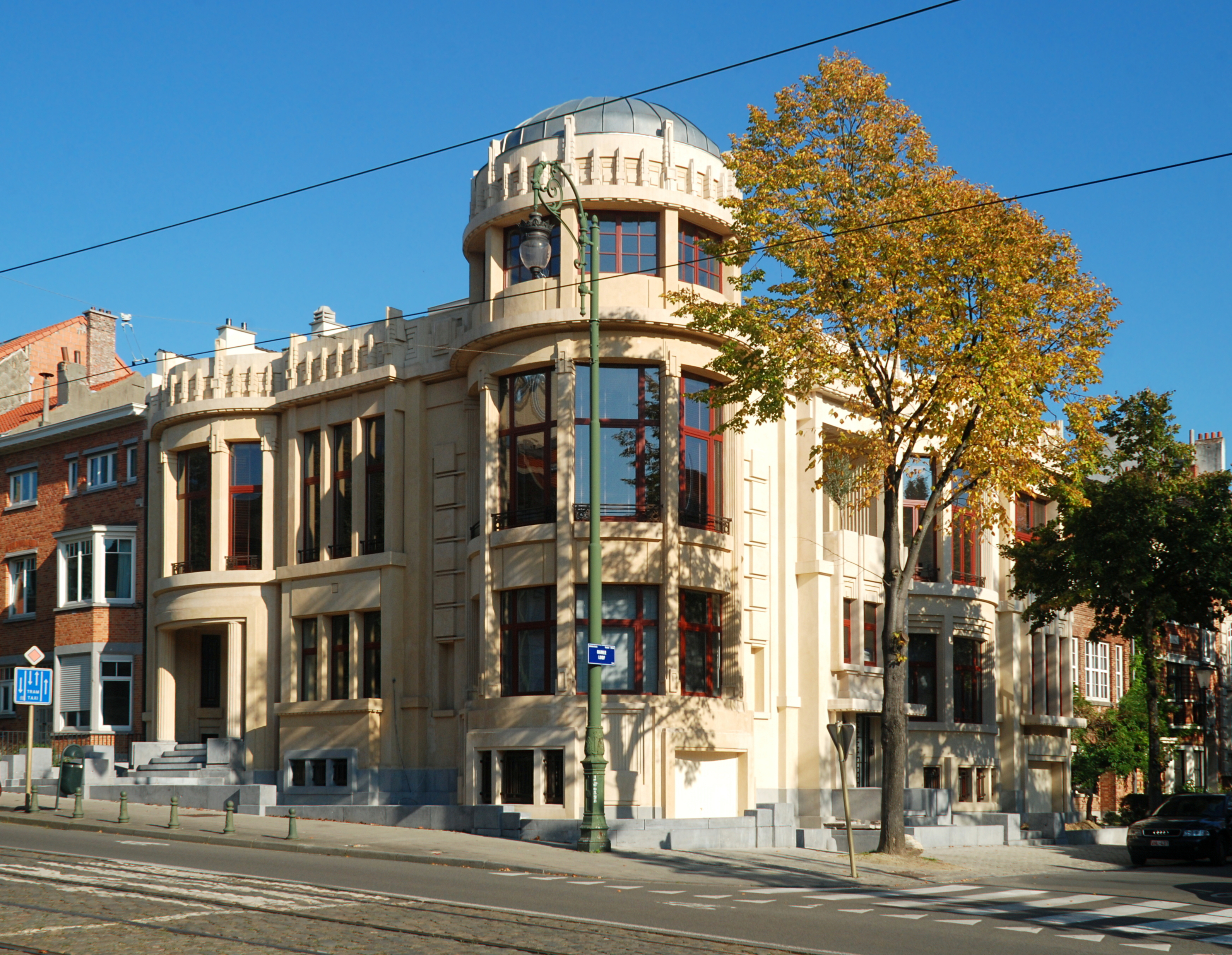
Hôtel Haerens (Antoine Courtens 1928).
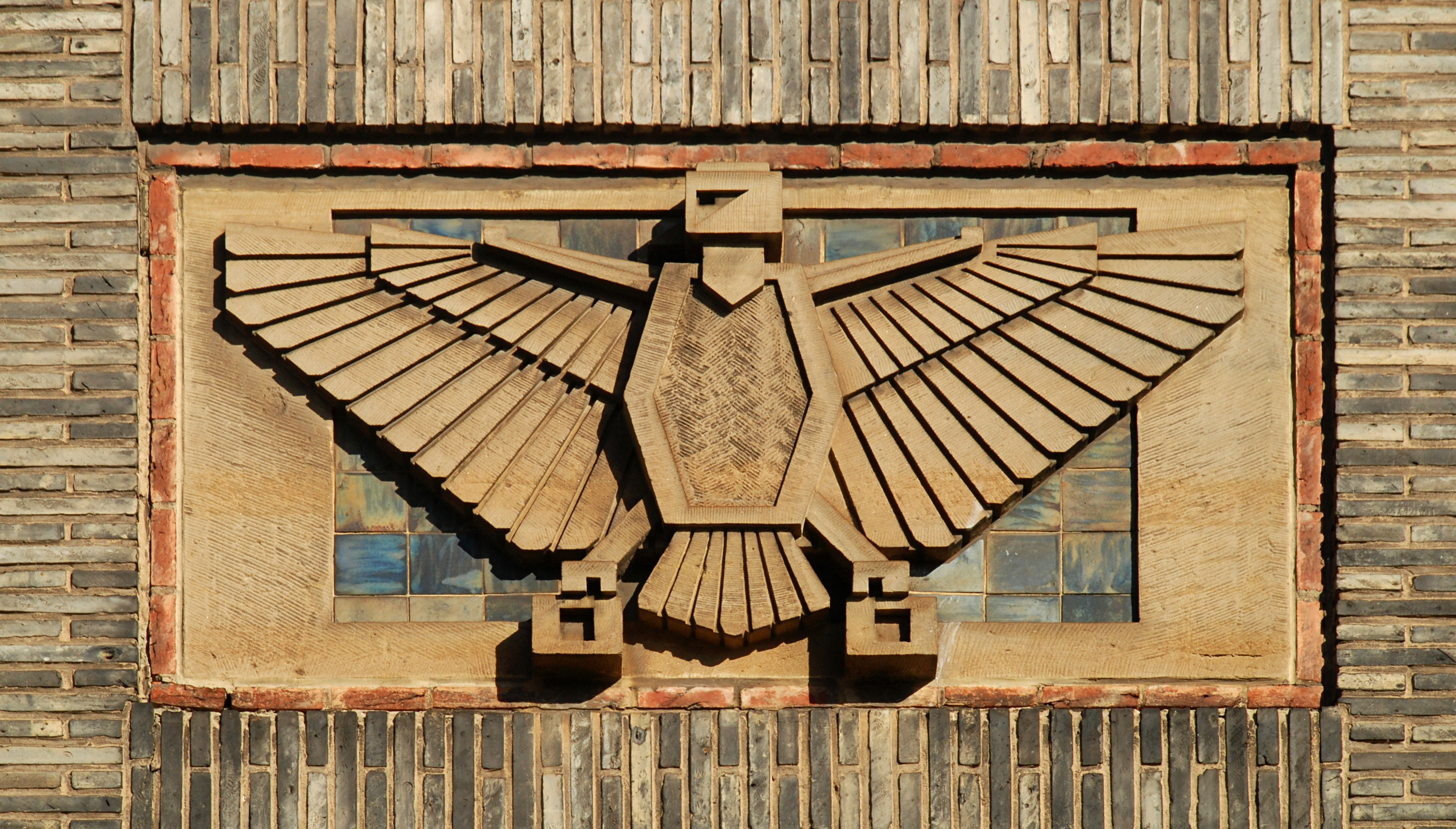
Maison personnelle de l'architecte Jean Hendrickx (1923).

## Origine du nom
Elle porte le nom faveur du banquier et mécène bruxellois Georges Brugmann (1829-1900).

## Historique
« Une opération de spéculation foncière est à l'origine de l'avenue Brugmann. En juillet 1870, les sieurs Francqui, Boxtal et Delvaux, qui avaient acquis des terrains aux environs de Ma Campagne, demandèrent l'ouverture de cette voie. Ils se désistèrent un an après, en faveur du banquier et propriétaire foncier Georges Brugmann qui réalisa l'avenue, reliant ainsi Uccle au quartier Louise par la chaussée de Charleroi. Cette voie permit le développement urbanistique de nouveaux quartiers à Saint-Gilles, Forest, Ixelles et Uccle, tous caractérisés par un foisonnement de bâtiments de qualité de la fin du XIXe siècle et du début du XXe siècle. ».
L'ancienne voirie a jadis porté les noms de chemin de Saint-Job vers Bruxelles puis de chemin d'Uccle,

## Bâtiments remarquables et lieux de mémoire
- Parc Abbé Froidure (entre les nos 54 et 56)
- no 55 : Maison les Hiboux, architecte Édouard Pelseneer (1899)
- Hôtel Hannon, architecte Jules Brunfaut (1903-1904), avec bas-relief de Victor Rousseau, à l'angle de l'avenue Brugmann et de l'avenue de la Jonction
- no 80 : Maison-atelier du sculpteur Fernand Dubois, architecte Victor Horta (1901-1903)
- nos 119-121 : Sanctuaire de l'Enfant-Jésus
- nos 176-178 : Hôtel Vandenbroeck, architecte Paul Vizzavona (1908)
- no 211 : Maison-atelier du peintre Paul Verdussen, architecte Paul Hamesse (1901)
- no 384 : Hôtel Haerens, architecte Antoine Courtens (1928)
- no 400 : maison Art nouveau, architecte Victor Boelens (1908)
- no 490 : maison Art nouveau, architecte Léon David[4]

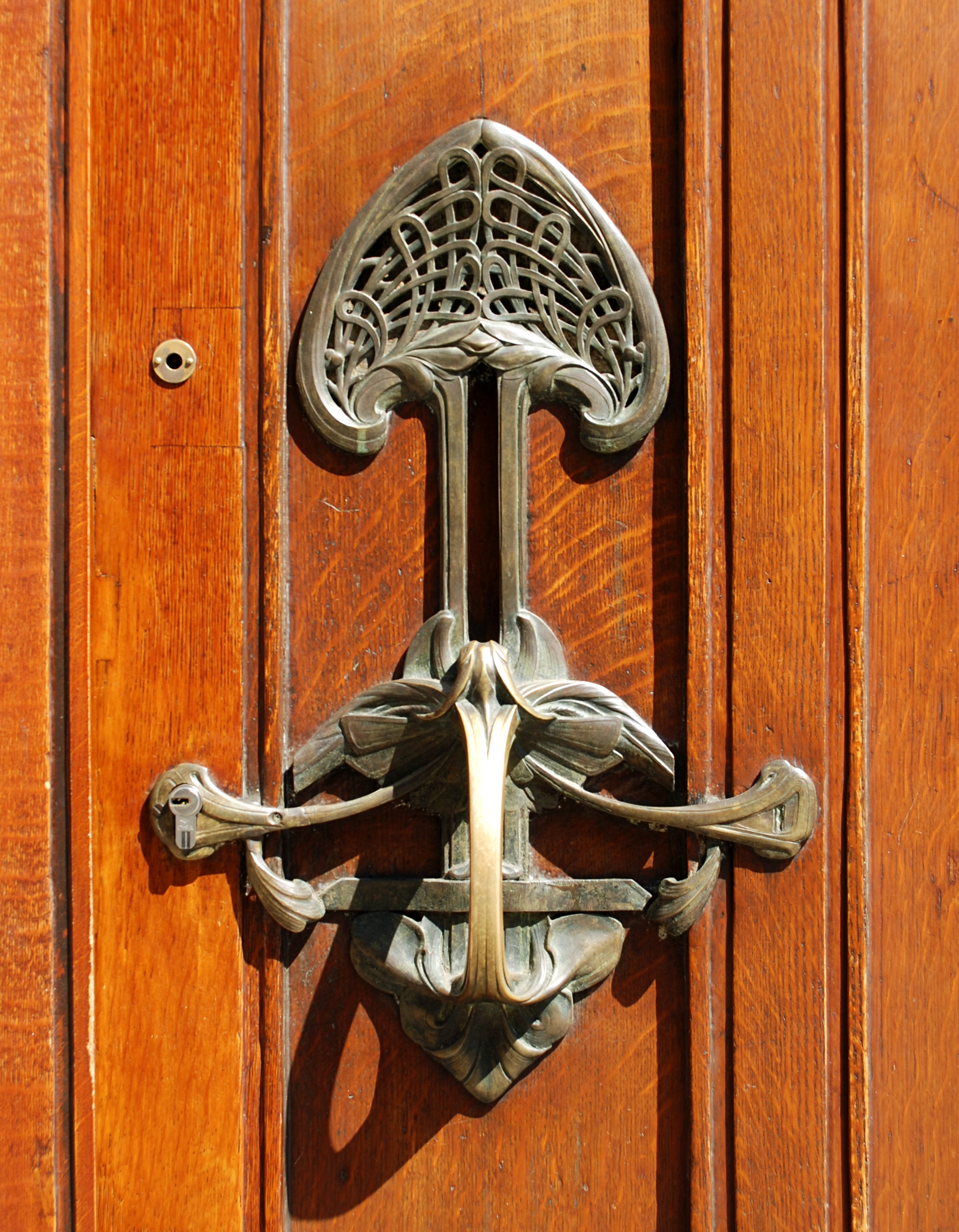
Maison-atelier du sculpteur Fernand Dubois.
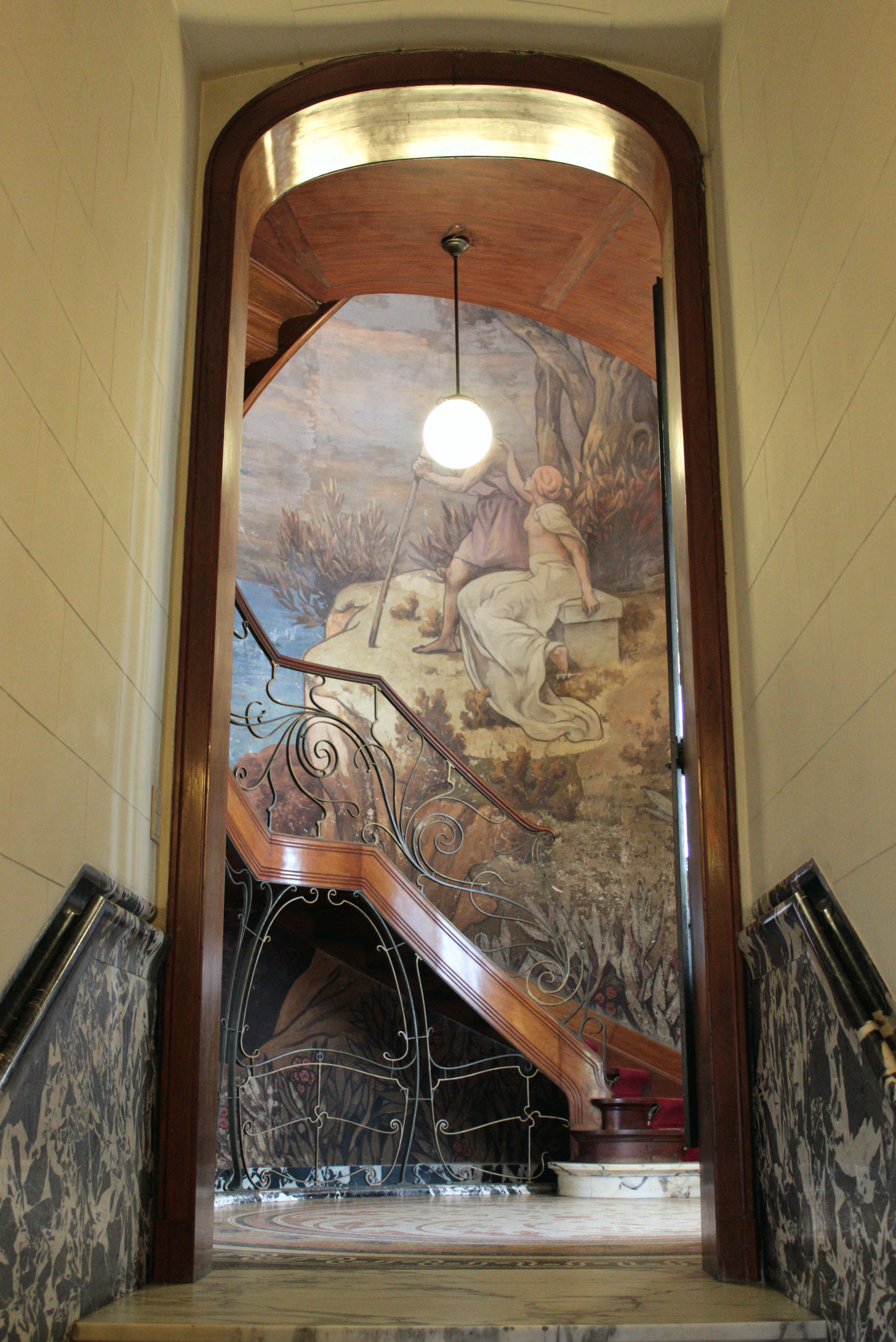
Hôtel Hannon (peintures de Paul Albert Baudouin).
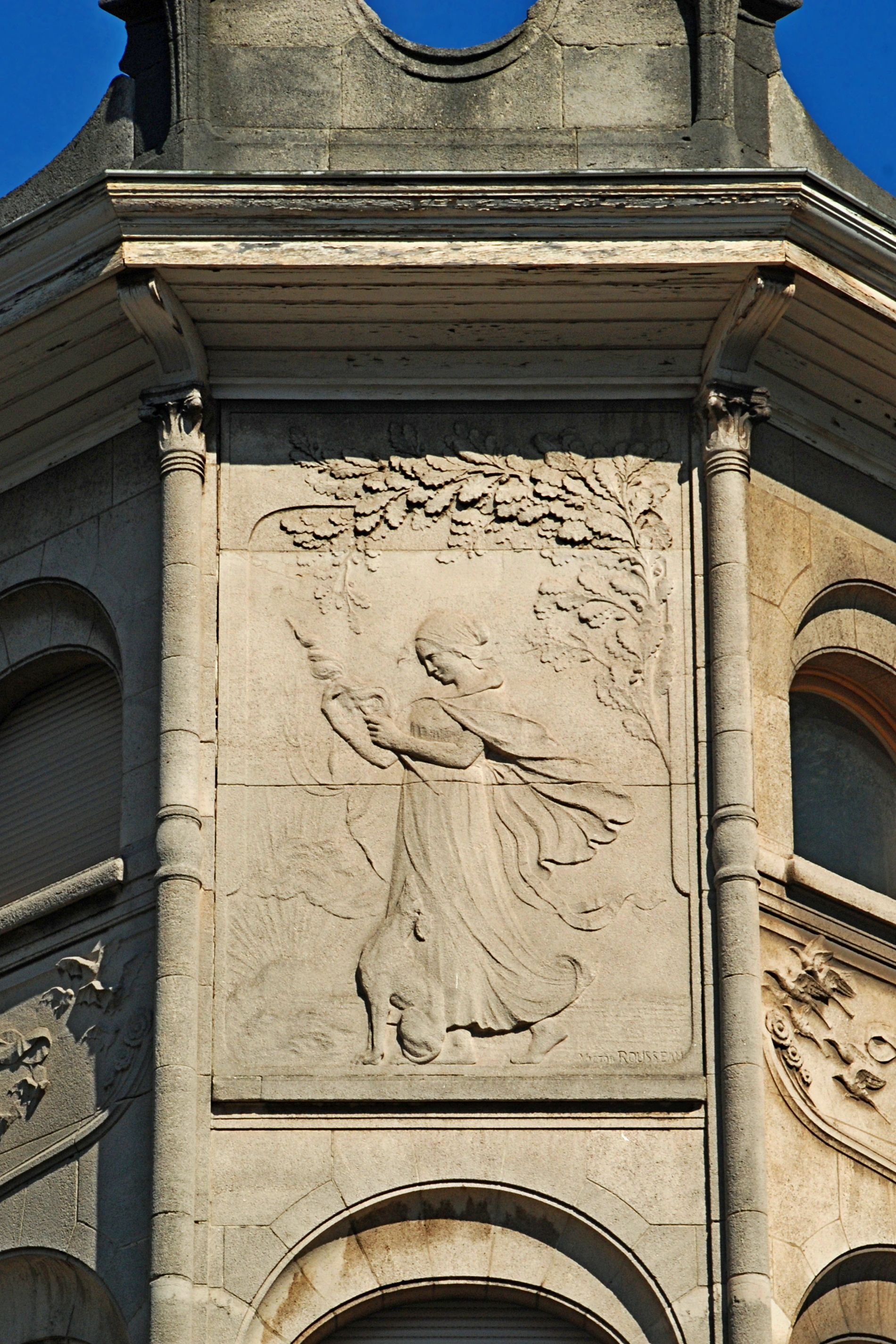
Hôtel Hannon (bas-relief de Victor Rousseau).
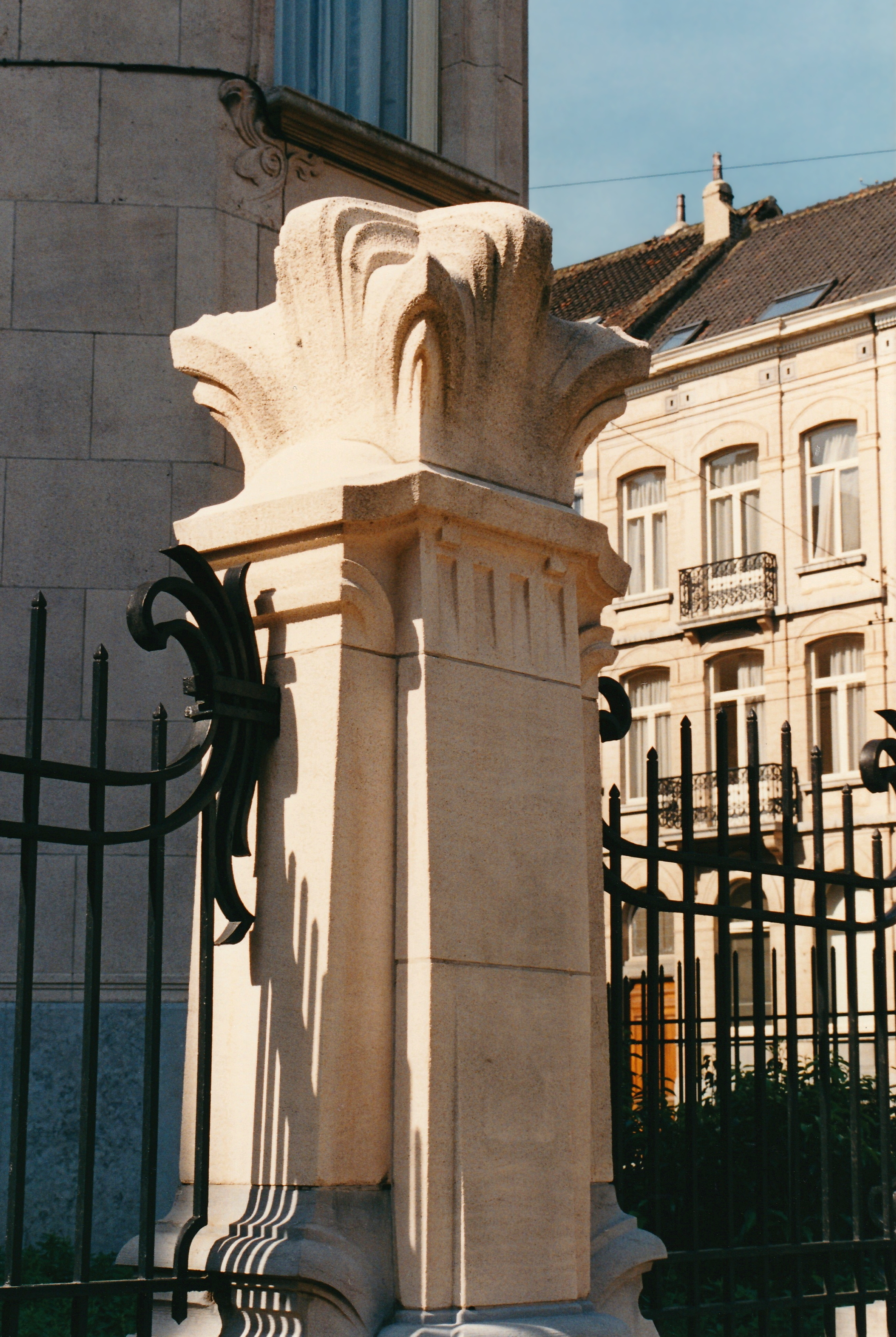
Hôtel Vandenbroeck.
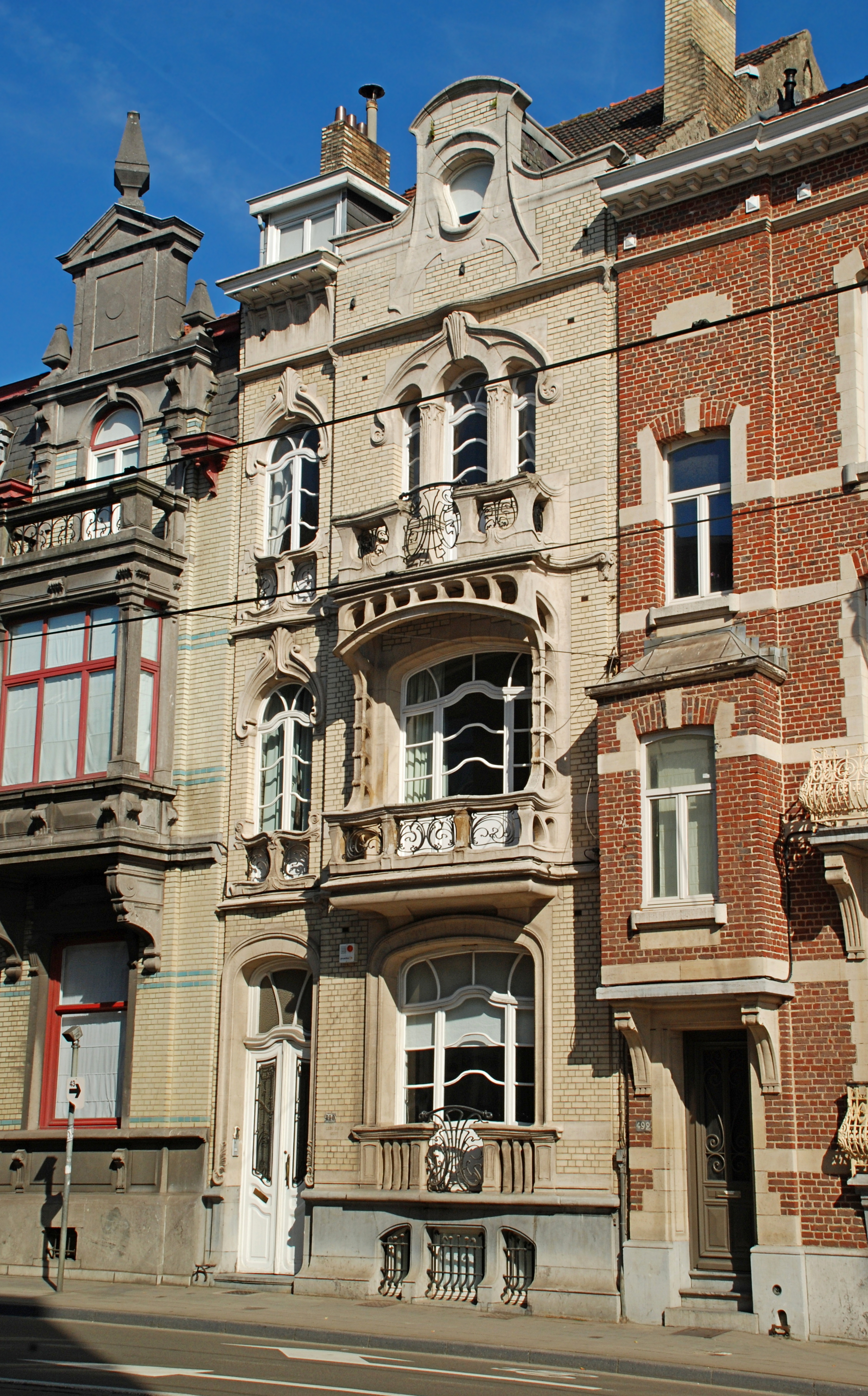
Avenue Brugmann 490 (Léon David).
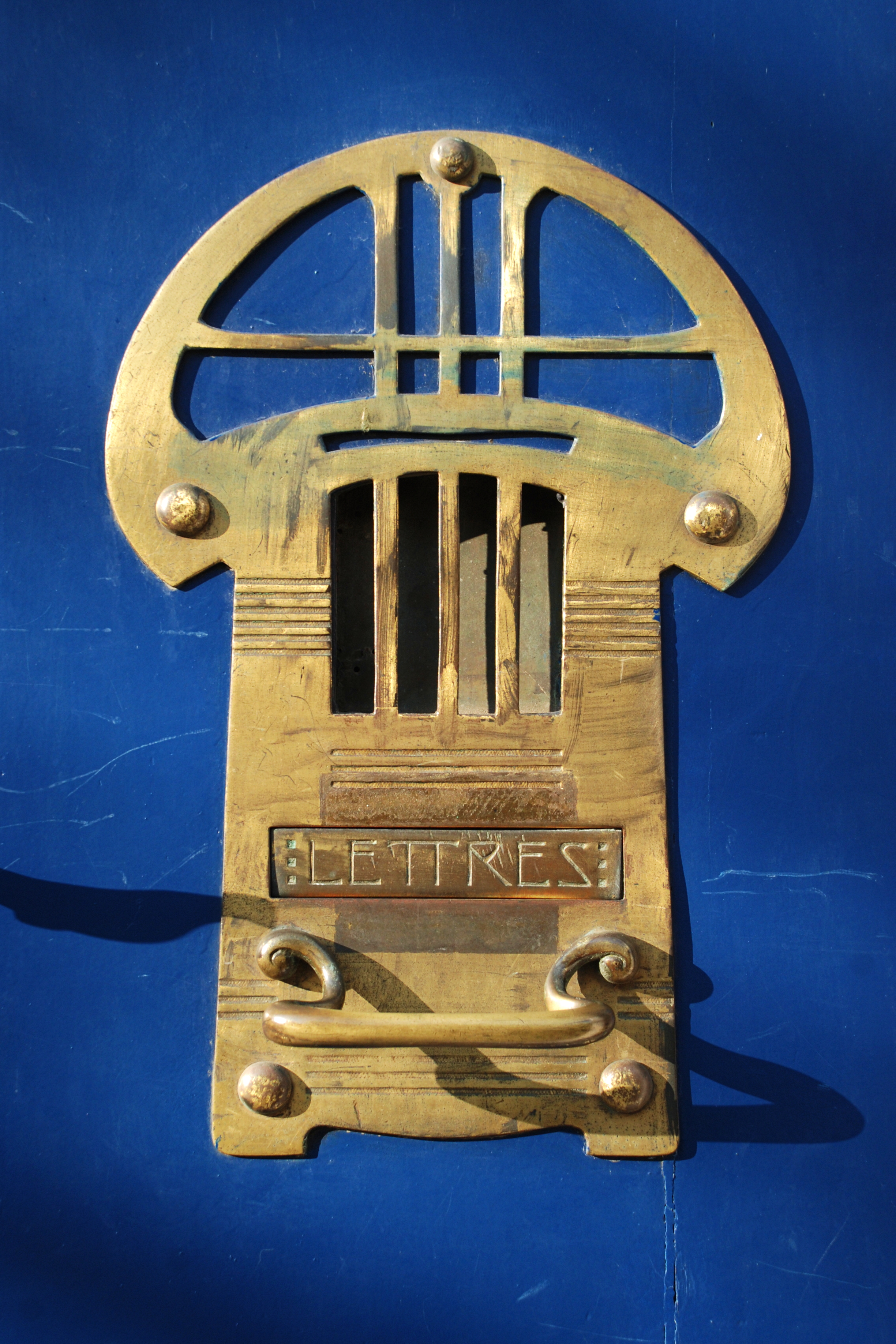
Maison-atelier du peintre Paul Verdussen.
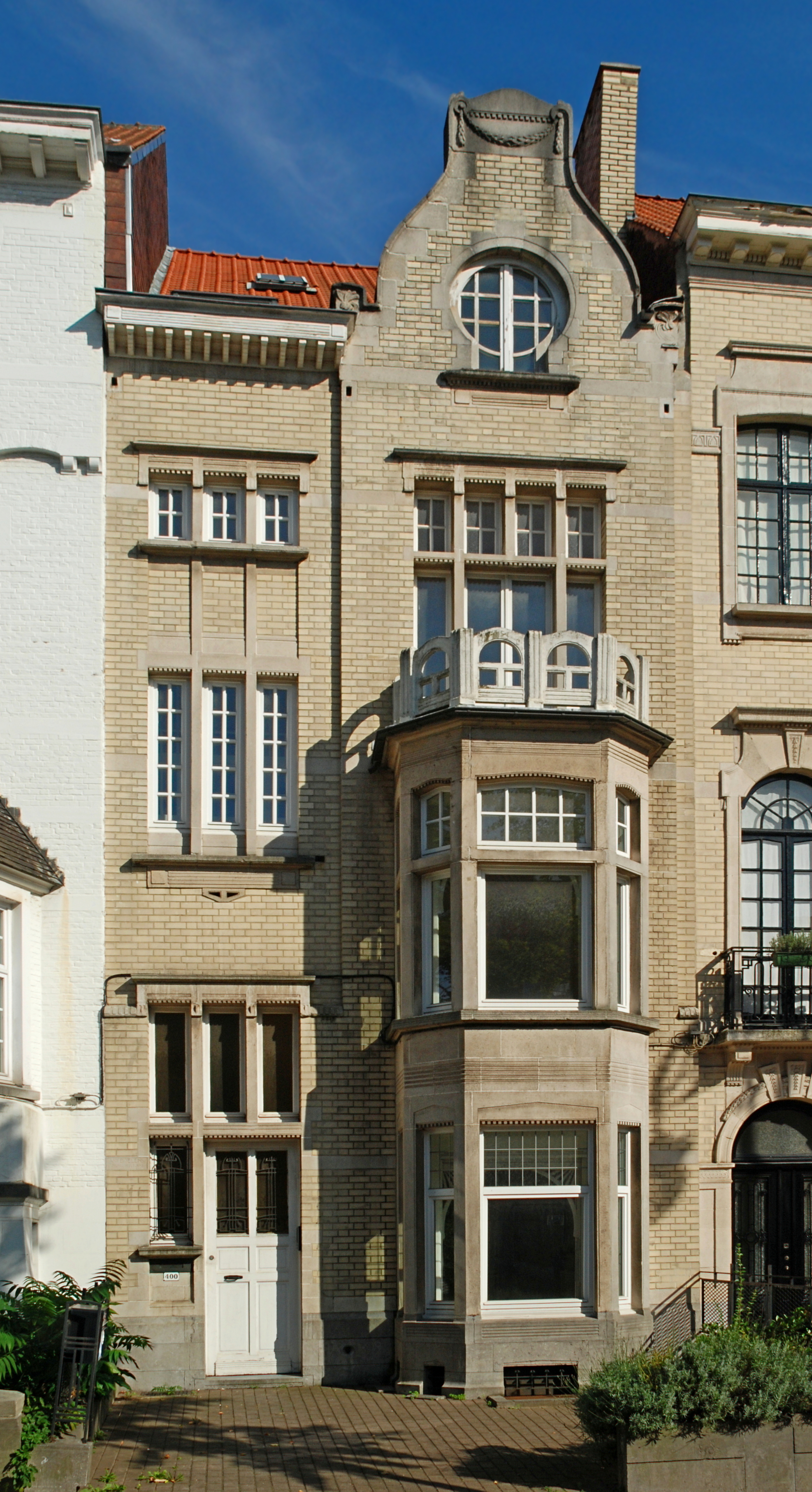
Avenue Brugmann 400 (Victor Boelens).